# Racing FC Bafoussam
Racing FC Bafoussam is een Kameroense voetbalclub uit Bafoussam. De club speelde in de jaren zeventig voor het eerst in de hoogste klasse en kon in 1989 de landstitel binnen halen. De volgende jaren beheerste de club de competitie en kon in een tijdspanne van zes jaar vier keer de titel winnen. Na de laatste titel in 1995 zakte de club enkele seizoenen weg tot in 1999 opnieuw een derde plaats behaald werd. Na opnieuw enkele middenmootplaatsen werd de club verrassend vicekampioen in 2004. Na een voorlaatste plaats in 2006 moest de club echter voor het eerst sinds vele jaren een stap terugzetten en degraderen.

## Erelijst
- Landskampioen

1989, 1992, 1993, 1995
- Beker van Kameroen

Winnaar: 1996
Finalist: 1976, 1988, 1991
Aigle Royal Menoua ·
APEJES Academy ·
Bamboutos FC ·
Canon Yaoundé ·
Cotonsport Garoua · 
CS Dja et Lobo · 
Dragon Yaoundé · 
Eding Sport · 
Feutcheu FC ·
Les Astres FC ·
Lion Blessé ·
New Star Douala ·
Racing FC Bafoussam ·
Stade Renard de Melong · 
Union Douala ·
Unisport Bafang ·
UMS de Loum ·
Young Sport Academy Bamenda